# Cozia kolostor
A Cozia kolostor Romániában, Olténiában, Vâlcea megyében, Călimăneștiben, az Olt jobb partján helyezkedik el. Az ortodox vallási épületegyüttes a romániai műemlékek jegyzékében a VL-II-a-A-09697 sorszámon szerepel.
Mircea cel Bătrân alapította 1388-ban, a történelem során pedig sokszor alakították és javították. A történelem során a román nép számára fontos szerepe volt. Egyes források tanúsítják, hogy már 1415-ben működött itt iskola.

## Története
A legenda szerint egy másik, Negru Vodă által épített kolostor mellett épült. 1388. május 18-án avatták fel. A belső festése 1390 és 1391 között készült.
Mircea cel Bătrân sokat költött arra, hogy rendben tartsa és fejlessze ezt a kolostort, külön jogokat adott a kolostornak valamint engedélyezte Ocnele Mari sóbányáiból való só kitermelését a kolostor javára. Ezt a munkát a szolgákkal végeztették.
A történelem folyamán többször is javították a kolostort, legutoljára 1959-ben.
Fennléte alatt többször nem csak kolostori szerepet töltött be. 1879 és 1893 között börtön volt, működött kórházként is, az első világháború idején istállóként is szolgált.

## A román kultúrában
A kolostor a román irodalom több híres alkotásában is megjelenik:
- Grigore Alexandrescu: Umbra lui Mircea la Cozia
- Mihai Eminescu: Scrisoarea III (Harmadik levél)
- Dumitru Ciurezu: Noaptea-n miez la mănăstire
- Eugen Jebeleanu(wd): Cozia
- Ion Brad: Epitaf la Mânăstirea Cozia
- Victor Tulbure(wd): Mircea
- Ioan Alexandru: Imnul lui Mircea cel Bătrân
- Alexandru Vlahuţă(wd): România pitorească

## Képek

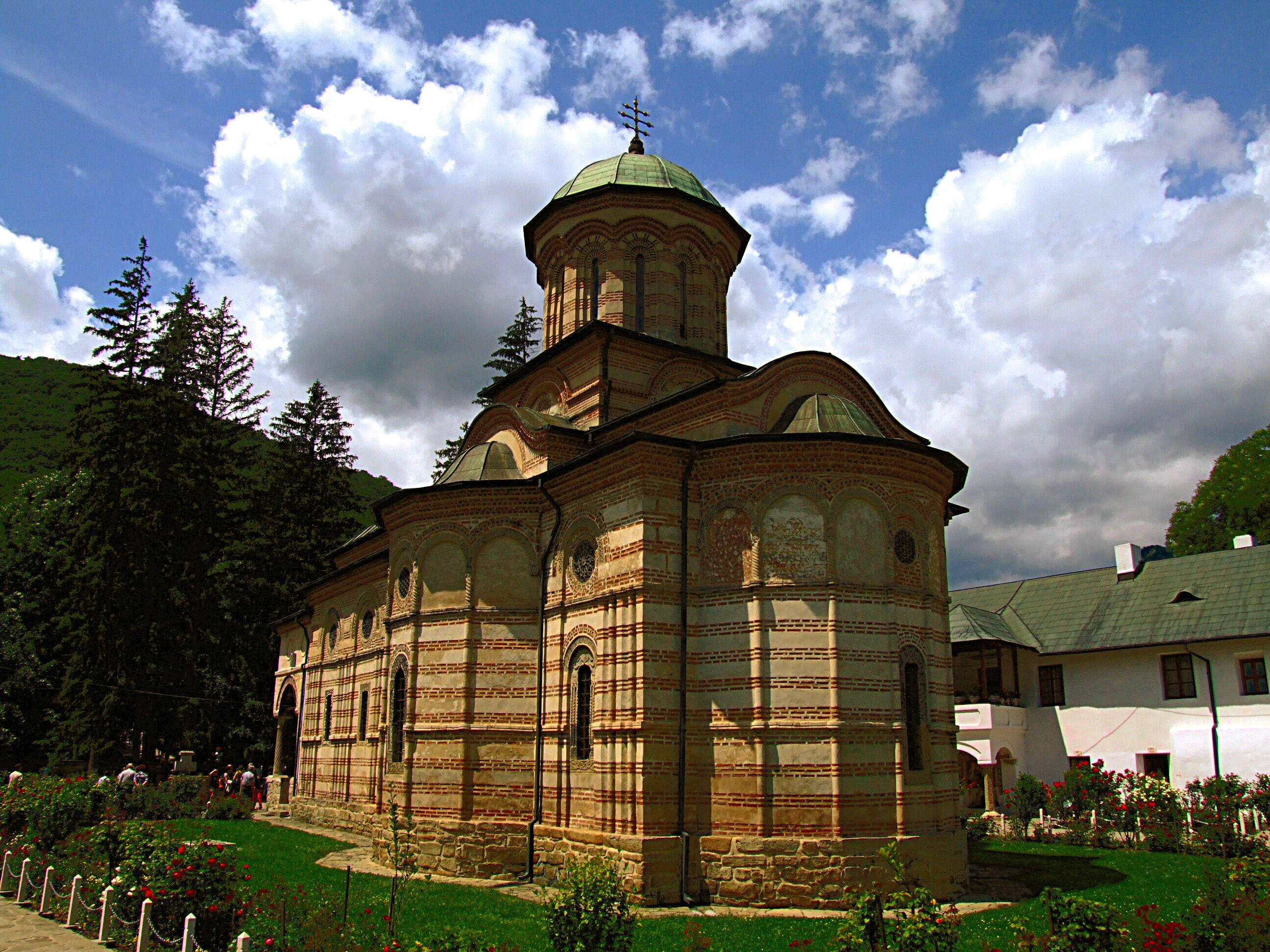
A Szentháromság-templom hátsó része
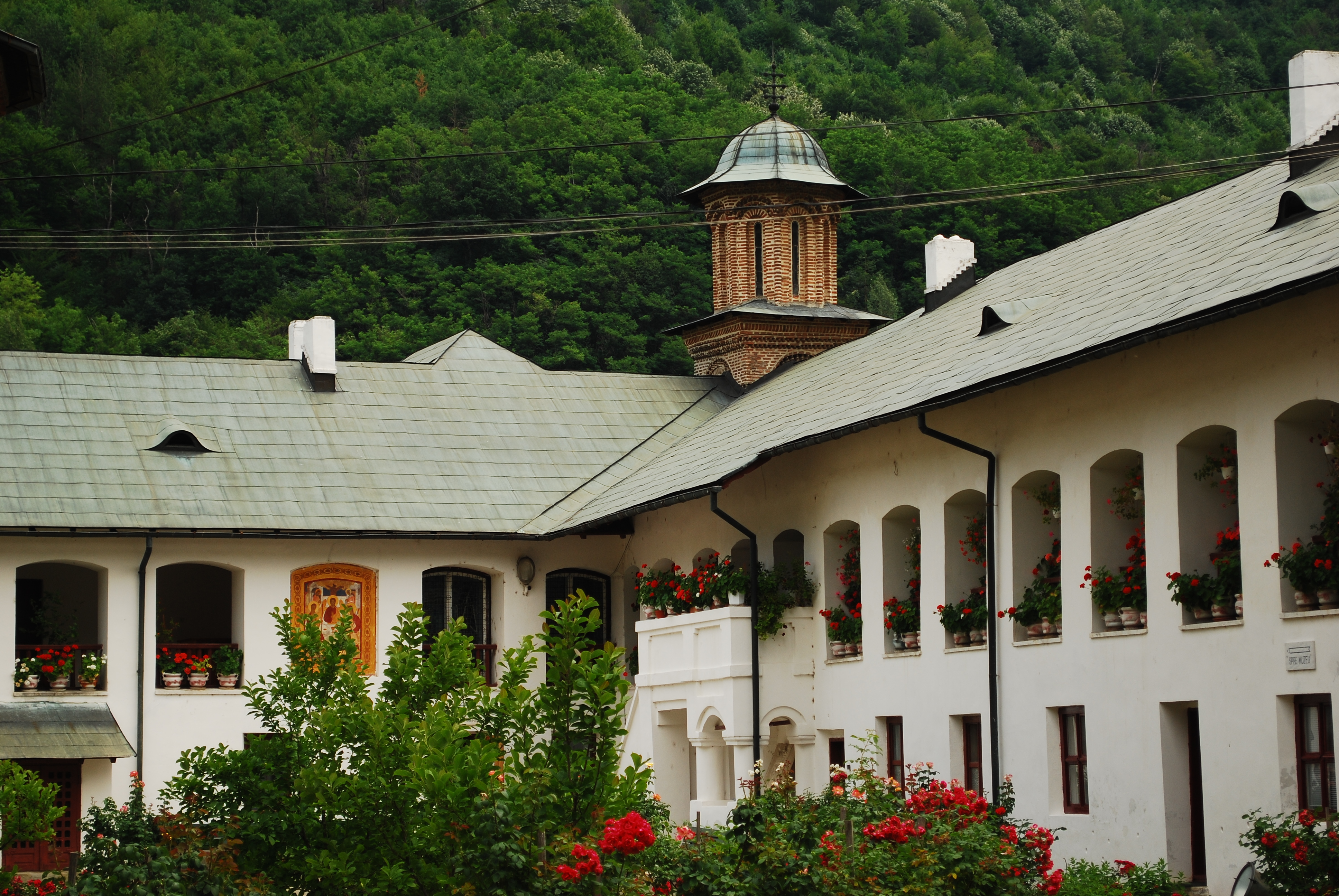
Mindenszentek-kápolna
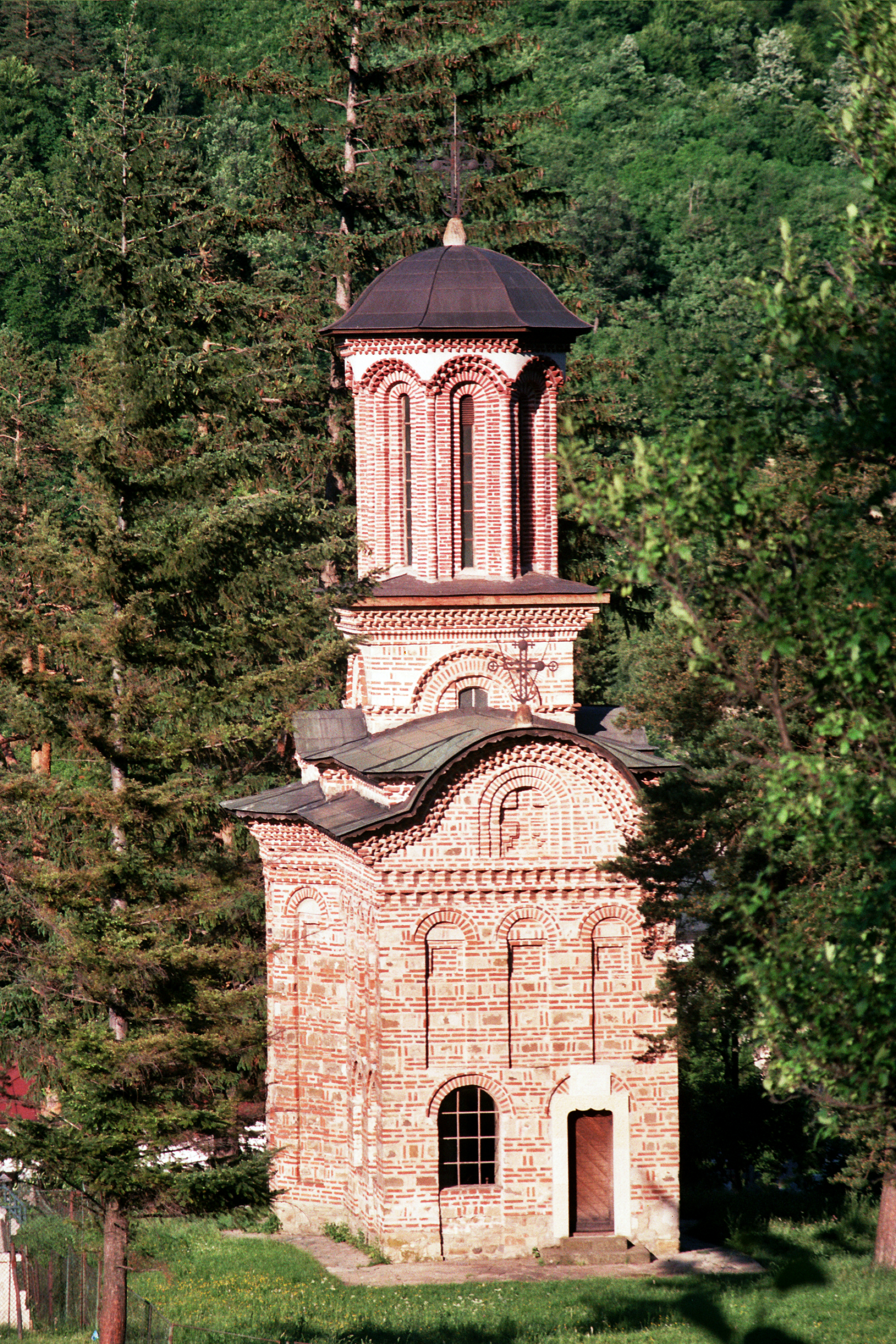
A „Szent apostolok” betegápoló épület
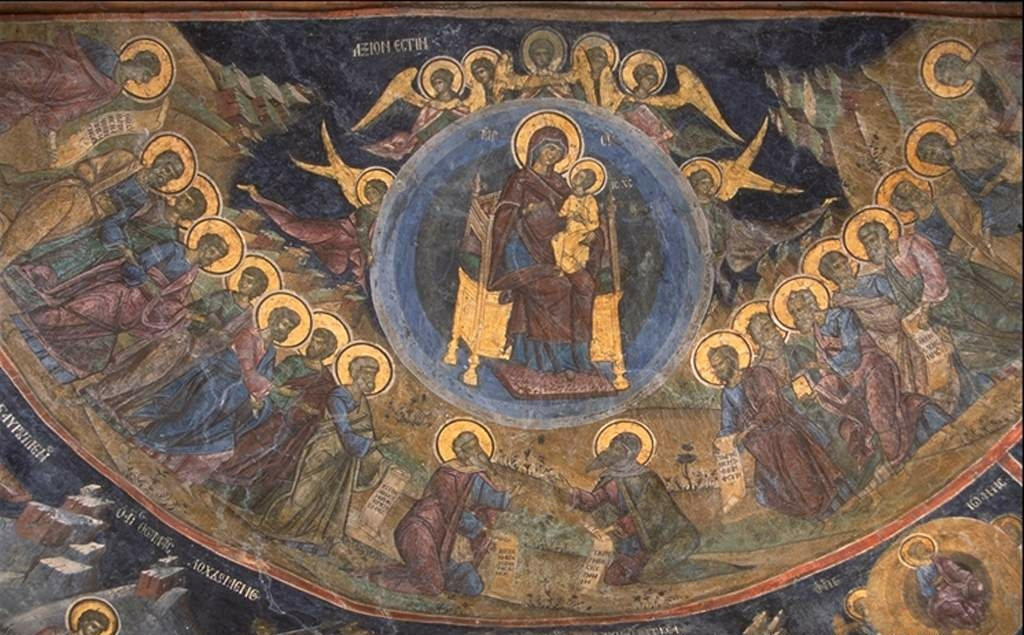
Freskó
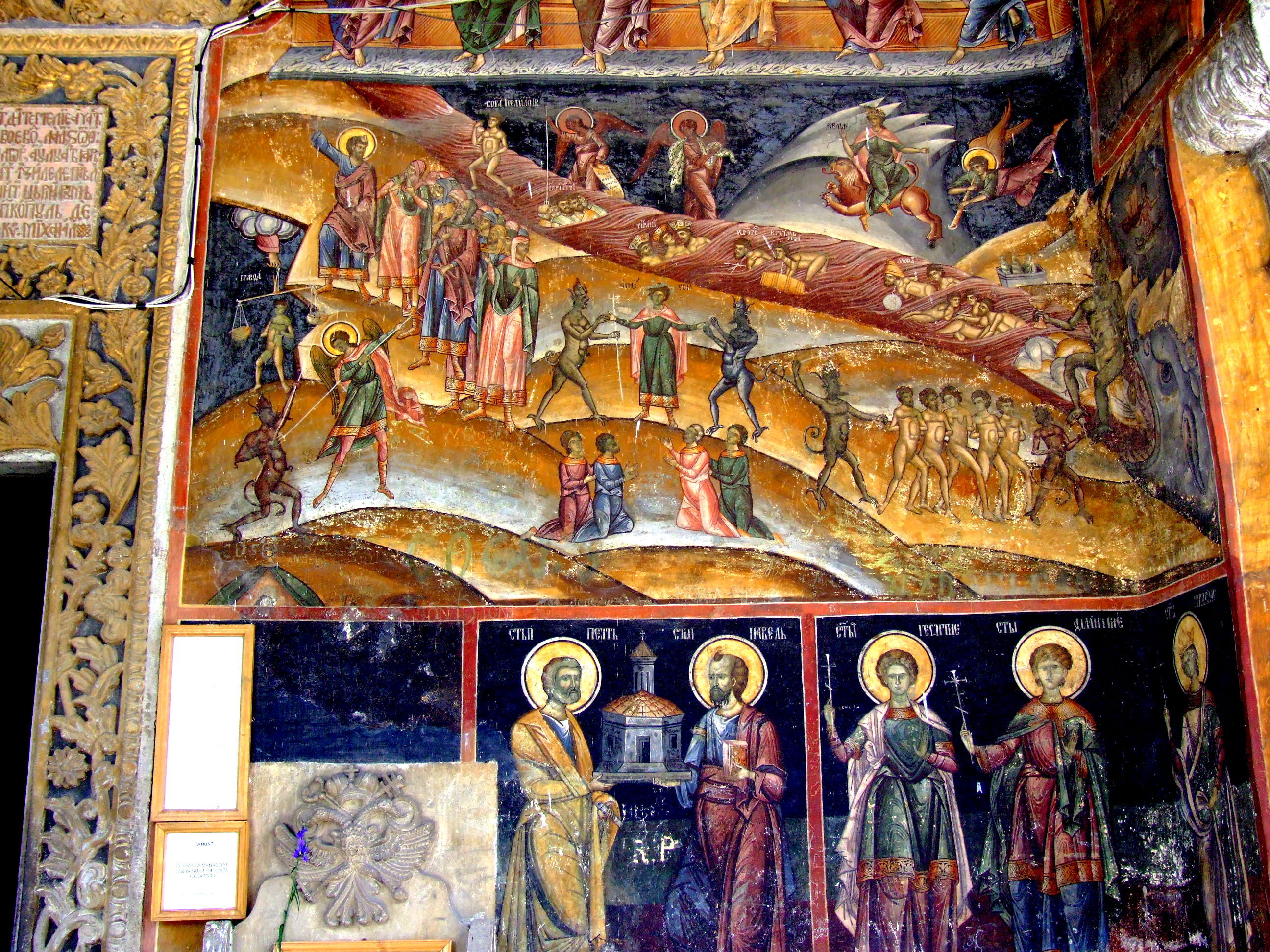

## Fordítás
Ez a szócikk részben vagy egészben  a   Mănăstirea Cozia című román Wikipédia-szócikk fordításán alapul.  Az eredeti cikk szerkesztőit annak laptörténete sorolja fel. Ez a jelzés csupán a megfogalmazás eredetét és a szerzői jogokat jelzi, nem szolgál a cikkben szereplő információk forrásmegjelöléseként.